# Rúa Pinheiro Machado
La rúa Pinheiro Machado, antiguamente llamada rúa Guanabara, es una vía pública de la ciudad de Río de Janeiro, Brasil. Se ubica en el barrio de Laranjeiras, extendiéndose desde la rúa Farani, en Botafogo, hasta la rúa das Laranjeiras, uniendo el túnel Santa Bárbara. La rúa está considerada como el distrito estadual del estado de Río de Janeiro ya que en ella se encuentra el Palacio Guanabara donde vive y despacha el gobernador del estado durante su mandato. 
En esta rúa, que una de las vías de unión de las zonas sur y norte de la ciudad, se encuentran edificios conocidos o famosos además del Palacio Guanabara, como el Palacete del Morro da Graça antigua residencia del senador José Gomes Pinheiro Machado, el antiguo estadio del Fluminense Football Club y el consulado alemán cuyo edificio fue construido en la década de 1960 con arriesgadas líneas arquitectónicas. Cerca de ahí se encuentran la Universidad Santa Úrsula, en la rúa Fernando Ferrari y la Fundación Getulio Vargas, en la playa de Botafogo.